# Monture M42
La monture M42 est une monture d'objectif vissée développée par le fabricant allemand Carl Zeiss. D'un diamètre de 42mm, elle permet le couplage d'objectifs interchangeables à un appareil photographique reflex mono-objectif de format 35 mm. Carl Zeiss a dévoilé sa monture M42 avec le boîtier Contax S lancé en 1947. La monture est également connue sous le nom de monture Praktica par référence à l'appareil fabriqué par Pentacon. En anglais, le nom universal thread mount (monture à filetage universel) est couramment utilisé puisqu'en principe n’importe quel objectif M42 peut être monté sur n’importe quel boîtier M42. Dans les années 1960, la monture a été largement diffusée avec les différents modèles Spotmatic du fabricant Asahi-Pentax.
Les objectifs à monture M42 ont une mise au point manuelle. Les modèles automatiques ou semi-automatiques offrent la possibilité d'une visée à pleine ouverture. Le diaphragme réel pré-sélectionné est alors retrouvé au déclenchement. Ces objectifs possèdent une commande qui permet de commuter entre automatique (A) et manuel (M).
Bien que standardisée la monture M42 n'est pas brevetée. La grande variété d'objectifs compatibles avec la monture M42 en fait le plus grand système d'objectifs interchangeables de l'histoire de la photographie. La monture M42 est également répandue dans les applications industrielles et scientifiques.
La monture T a également un diamètre de 42 mm mais avec un pas de vis plus fin de 0,75 mm.
Avec l'arrivée des objectifs à mise au point automatique, la monture M42 a perdu de l'importance en laissant le marché aux montures à baïonnette propres à chaque marque. Des optiques à monture M42 sont toujours en production aujourd'hui chez Carl Zeiss et Zenit.
Il existe de nombreuses bagues adaptatrices qui permettent l'utilisation d'objectifs à monture M42 sur des boîtiers à monture à baïonnette (argentiques ou numériques). Le montage est particulièrement simple sur les boîtiers Pentax à monture K car le tirage est identique. Toutefois on perd l'automatisme du diaphragme ce qui limite les possibilités pratiques d'utilisation.

## Spécifications
- Dénomination officielle : M42 x 1
- Diamètre : 42 mm
- Pas de vis : 1 mm
- Tirage mécanique : 45,5 mm

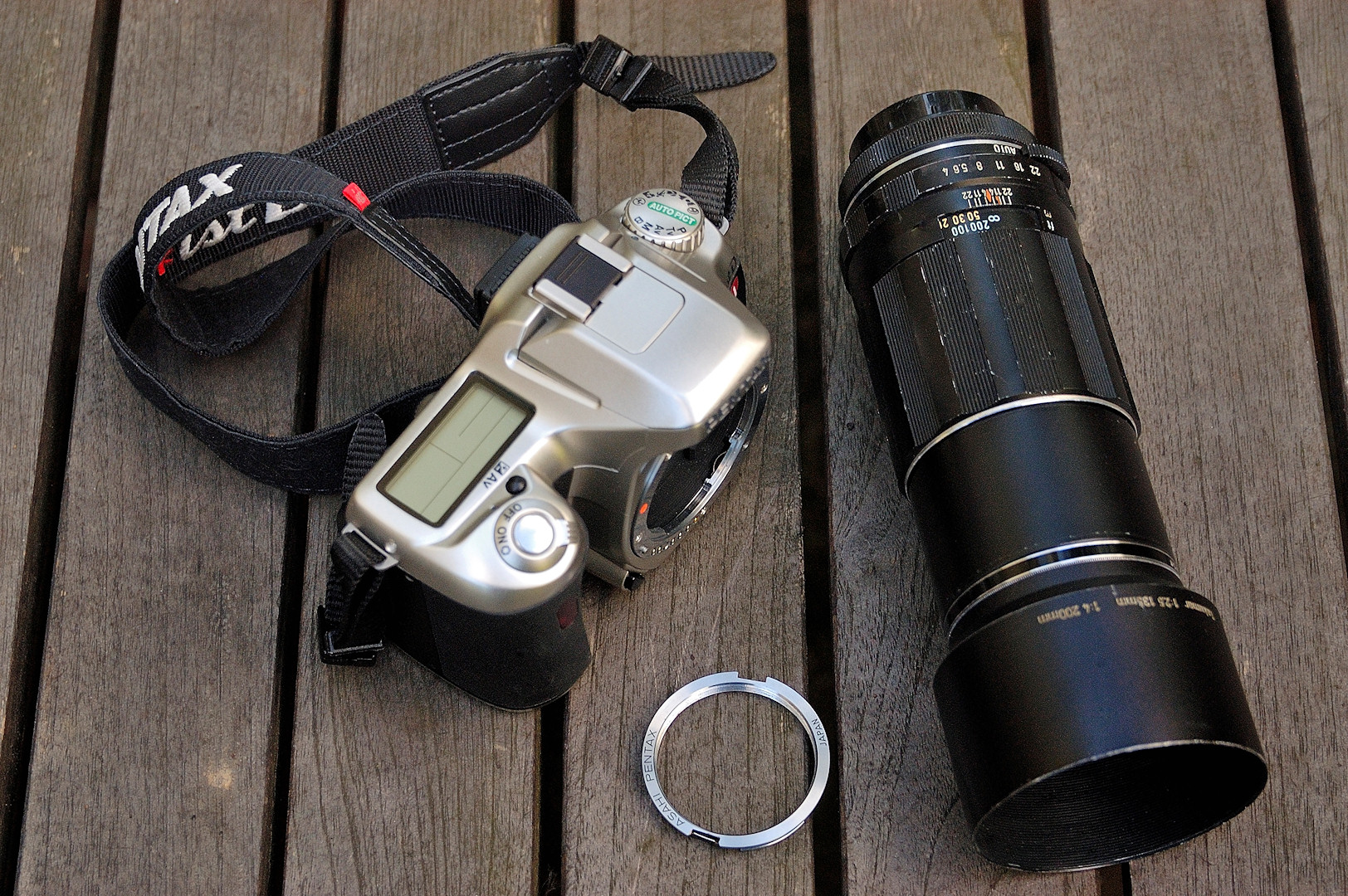
Montage d'un objectif M42 à vis Takumar 4/200 sur un reflex numérique Pentax à l'aide d'une bague adaptatrice, au centre.
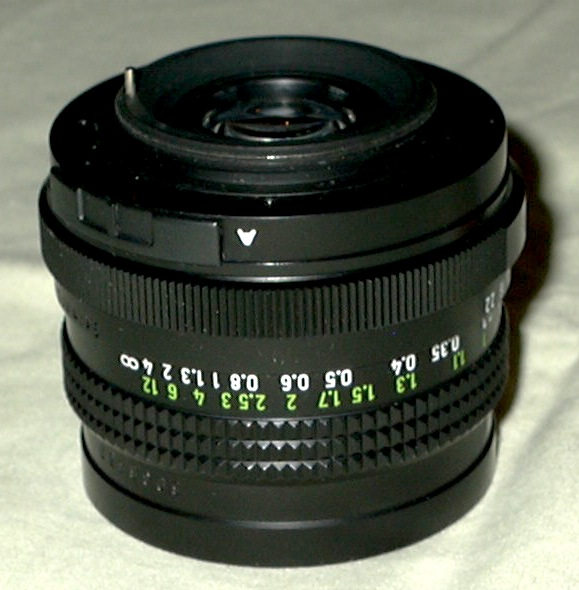
La monture M42 sur une optique Carl Zeiss Jena.
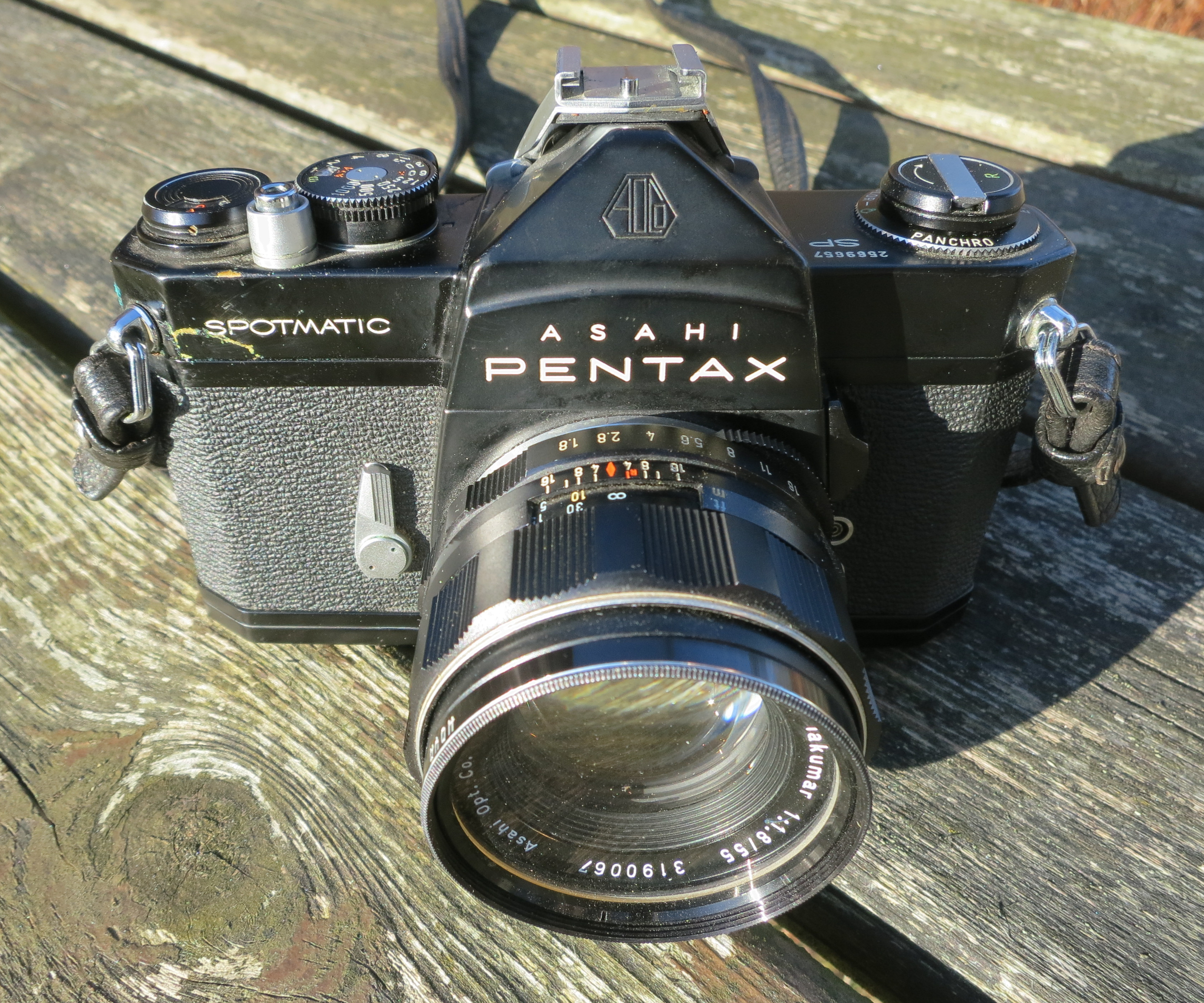
Un reflex avec monture M42 : le Spotmatic de Pentax.

## Fabricants et marques d'objectifs à monture M42
| - Access - Accura - Admiral GMC - Aetna - Agfa - Agilux - Aico - Albinar - Alfo - Alpa - Alpex - Angénieux - AOMZ - Api - Aragon - Arax - Arco - Aremac - Argus - Arsenal Kiev - Asahi Takumar - Asanuma Trading Co. - Astranar - Astro-Berlin - Astron - Astronar - Avanar - Bausch & Lomb - Beaute / Beauty - Beck R.J. Ltd - Belarusian Optical - Bell & Howell - Beroflex - Berogon - Berolina - Boyer - Braun - Brenner - Bushnell (Division Baush & Lomb) - Cambron - Cameron - Camron - Carena - Carsen - Caspeco - Cavalier - Centon - Century - Chinon - Cima Kogaku - Cimko - Clubman - Compact - Computar - Condoron UGL - Corfield K.G. Ltd - Cosina Co. Ltd - Coslinar - Crestar - Cundor - Cunor - Dallmeyer - Danubia - D/B Cameras - Deitz - Derek Gardner Optics - Diramic - Dollonds - Dr. Weih Berlin - Dufay - Edixa - Elgeet - Elicar - Enna Werk - Ensinor - Ephos - Ernst Ludwig - Exakta - Expert - Eyemik - Fed Manufacture - Federal - Feinmess Dresden | - Flex - Flexar - Foca - Focal - Fodor - Fontron - Formula 5 - Fujica (Fujifilm) - Fujita Kõgaku Kõgyõ - Garny - Goerz - Goko Group - Greens London - Hanimar - Hanimex - Hanno - Hansa - Harmony - Hartblei - Helios - Hisawa - Hoya Corporation - ICA - Ichizuka Opt Co. - Idenar - Ifoco - Ilex - Image - Ina - Infotar - Inter-City - Impakt - Isco Göttingen - Itorex - Japan - JC Penney MC Optics - JML Optical Industries - Kaligar - Kalimar - Kamero - Kashimura - Kawanon - Kenko - Kenlock Mc Tor - Kern Paillard (Maison Alpa) - Kershaw-Soho - Kilfitt Heinz - Kimunor - Kinoptik - Kiron (Kino Precision) - Kitstar - Kiyohara Kogaku - KMZ (Zenit, URSS et Russie) - KMZ (Belomo) - Koboron - Kodak - Komura (Sankyo Kohki / Kõki) - KOMZ - Korea (Division Praktica) - Kowa - Kristar - Kueb - Kyoei Optical Co. Ltd - Leitz Wetzlar - Lentar - Listar - LOMO - Lumetar - Luxon - LZOS - Magnon - Makinon - Mamiya-Sekor - Marep - Marexar - Mayfair - Mepro - Metrigor - Meyer Optics & Co. - Midori | - Miida - Mirage - Miranda Camera - Mitakon - Mitsuki - MMZ - Montgomery Ward. - MTO - Nitto Kogaku (Nittoh) - Norita Kogaku - Novoflex - Ojasi Seastal - Old Delft - Olympia - Olympus - Opteco GmbH - Opticam - Optomax - Osawa - Ozunon - Ozeck - Palar - Palinar - Pallas (Division Miranda) - Panomar - Panorama - Panagor (Photax) - Peerotar - Pentacon - Pentar - Pentor - Petri C.C. (Kuribayashi) - Phokina - Photavit Werk GmbH - Photax - Photex - Photopia - Plixor - Polar - Polaris - Polygon - Popular - Piesker - Porst Hans - Praktica - Praotor - Presenta - Prinz - Prinzflex - Prinzgalaxy - Prisma - Pro - Promaster - Promatic - Promura - Protonar - PZO - Quantaray - Quarry Master - Ranger - Rau Optik - Raynette - Raynox Polaris - Reflecta - Reflex - Reflexogon (Division Enna) - Regnon - Reliance - Revue - Rexagon - Ricoh (Riken Optical Corp) - Ringfoto GmbH - Robotar - Rodenstock GmbH - Roeschlein Kreuznach - Rokinon - Rollei GmbH - ROMZ - Row Rathenow - Rubica - Saitex - Sakar | - Samigon - Sands Hunter - Sankor - Schacht A. ULM - Schneider Kreuznach - Sears Roebuck & Co. - Seimar Donnex - Seimer - Seikanon - Seriese - Sesnon - Siclass - Sicor - Sigma - Sirius - Soligor GmbH - Solitel - SOM-Berthiot - Spectra - Spiratone (Fred Spiras) - Staeble - Starblitz - Steinheil Söhne GmbH - Stratocolor - Sunagor - Sun Optical - Sunactinon - Sunderland - Sunset - Suntar (Division Sun Optical) - Taika Optics - Takim - Takumar - Tamron - Tasman - Tasminex - Taylor & Hobson Ltd - Tefnon - Telesar - Telisar - Terragon - Tewe - Tieman - Tokina - Tokunon - Tokura - Tokyo Kogaku - Tokyo Koki - Tomioka Kogaku - Topman - Tosner - Toyo Optics - Typonar - Underground - Uni - Unigor - Unistar Optics Co. - Unitax - Unitor - Universar - Universon - Upsilon - Valdaï - Varexon - Varo - Vemar - Vivitar - Voigtländer - Vologda / VOMZ - Wallace Heaton - Weistar - Welt - Weltblick - Wep - Westex - Wirgin Wiesbaden - Wray. - Yashica (Contax) - Zeika - Zeiss Carl Jena (& Oberkochen) - Zikkor - Zivnon Hervic - ZOMZ |

## Fabricants de boîtiers et modèles compatibles
- Chinon CE-2 et CE-3
- Cosina CSL et CSM
- Exa 1b et 1c
- Exakta TL
- Fujica ST
- Ifbaflex TM
- Mamiya TL et SX
- Miranda TM
- Olympus FTL
- Pentacon Praktica
- Pentax Spotmatic
- Petri Penta
- Ricoh TLS
- Soligor GmbH
- Voigtländer VSL TM et Bessaflex TM
- Wirgin Edixa Reflex
- Yashica TL
- Zeiss Contax S
- Zeiss Ikon Icarex TM et SL706
- Zenit